# Cabri (logiciel)
Pour les articles homonymes, voir Cabri (homonymie).
Cabri est une suite logicielle française de géométrie dynamique destiné principalement à l'apprentissage de la géométrie en milieu scolaire. Il est commercialisé par la société Cabrilog et permet d'animer des figures géométriques, au contraire de celles dessinées au tableau. Il se décline pour la géométrie plane ou pour la géométrie en 3D.
Cabri est né d'un programme universitaire pionnier dans le domaine, soutenu par le ministère de l'Éducation nationale, et a donné lieu à la création d'une entreprise privée, Cabrilog. Il est distribué dans 38 pays et reconnu comme un standard dans le domaine des TICE.

## Utilisation
Il permet d'explorer la géométrie euclidienne, tout comme la géométrie non euclidienne (à l'aide de macros-constructions). Des chercheurs en géométrie peuvent l'utiliser pour valider de nouvelles constructions ou des constructions difficilement réalisables sur papier, telle les cercles d’Apollonius. Il permet aussi de réaliser le graphe de fonctions et des familles de fonctions paramétrées et d'afficher les équations algébriques des lieux géométriques ce qui permet de faire le lien entre géométrie, algèbre et analyse.
Comparé au tracé sur feuille de papier, son intérêt tient à ce qu'il est possible d'établir des liens entre les différents objets (par exemple, parallélisme et bissectrice d'un angle) et le logiciel maintient ceux-ci par déformation de la figure.
Il est principalement utilisé par des enseignants, mais toute personne souhaitant explorer de façon visuelle les transformations euclidiennes dans le plan en tirera profit. Les figures, en 2D et en 3D, sont directement exportables sur internet sous forme d'objets manipulables grâce aux plugins Cabri disponibles gratuitement sur le web.

## Versions
Il est développé pour les systèmes d'exploitation Windows et Mac OS. Cabri est disponible aussi sur calculatrices Texas Instruments. Il est décliné en :
- Cabri Jr. sur les calculatrices Texas Instruments,
- Cabri II plus, logiciel multiplateforme en dimension 2,
- Cabri 3D, logiciel multiplateforme en dimension 3.
- Cabri Express, application gratuite en ligne[1], téléchargeable sur ordinateur (MacOS, Windows, Linux) ou sur les stores (App Store, Play Store, Microsoft Store).